# Villa Selve

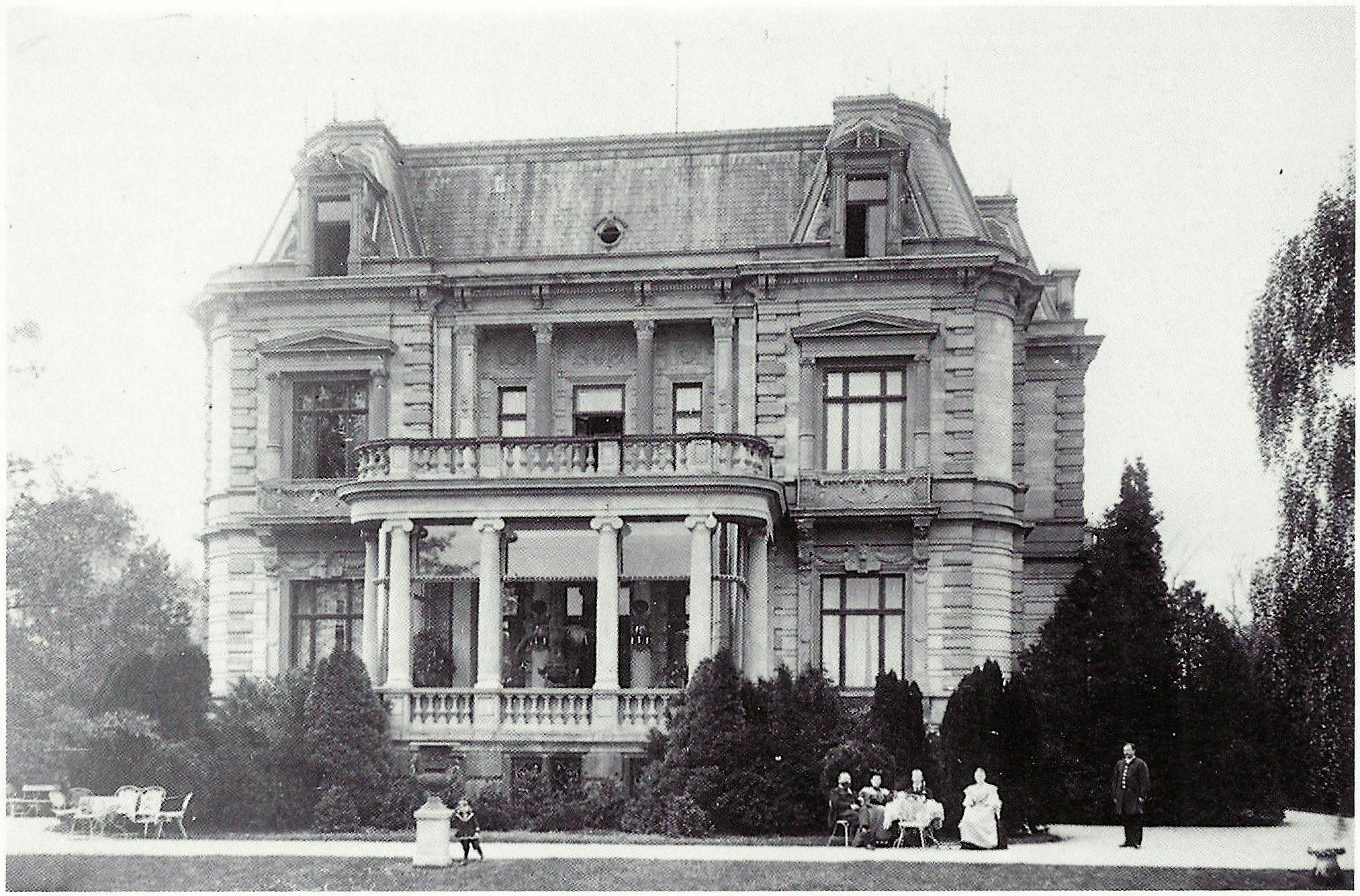
Villa Selve, Rheinfront (zwischen 1893 und 1898)

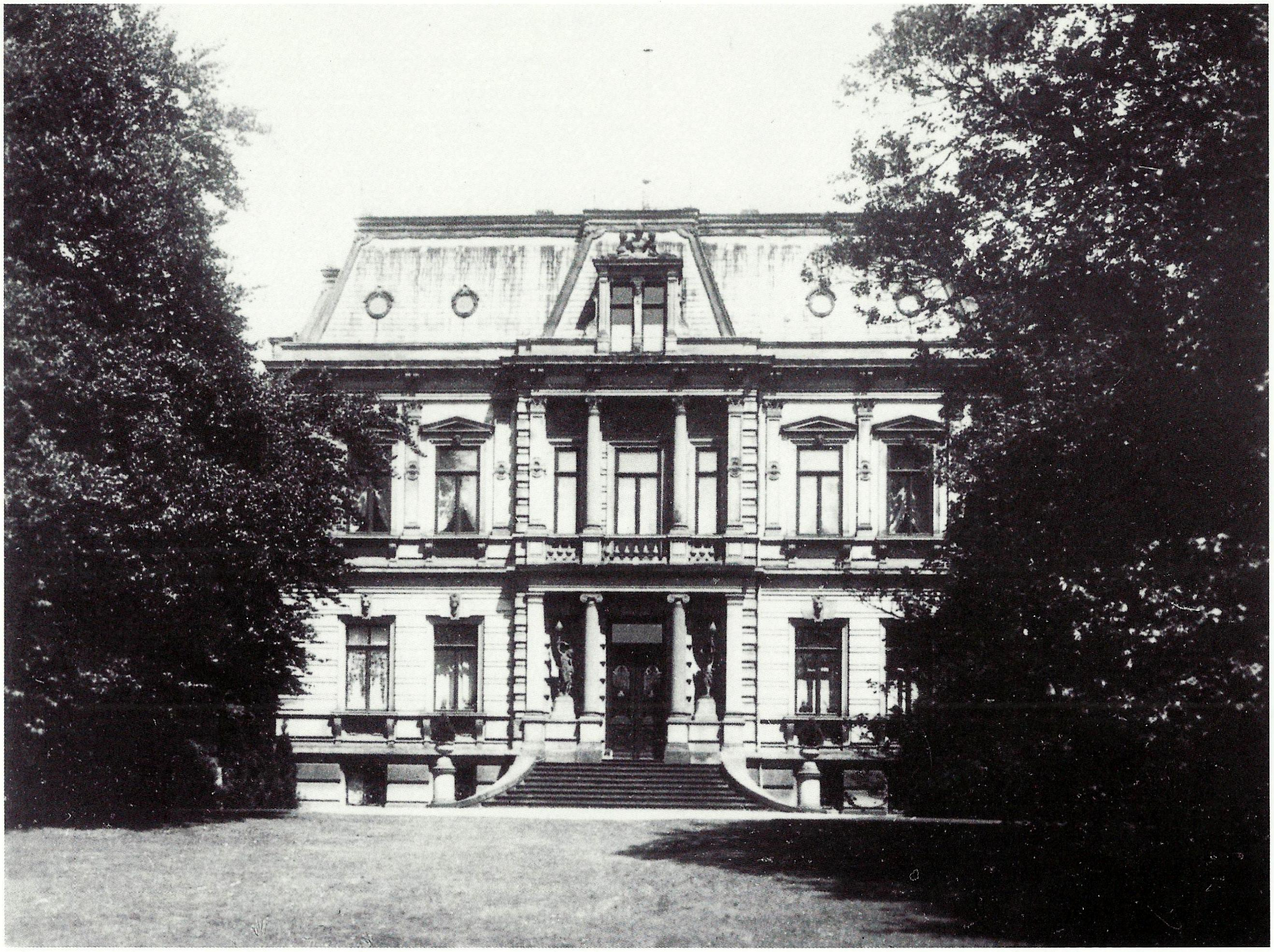
Villa Selve, Straßenfront (nach 1898)

Die Villa Selve (frühere Namen Villa Böker und Villa Martius) war eine Villa am Rheinufer in Bonn, die von 1872/73 bis 1949 und als Ruine weiter bis 1955 existierte. Sie lag im Ortsteil Gronau im Zentrum des heutigen Landschaftsparks zwischen Palais Schaumburg und Villa Hammerschmidt.

## Geschichte
Die Villa wurde 1872/1873 für den Bauherrn Hermann Heinrich Böker zwischen der damaligen Villa Loeschigk im Süden und der Villa Koenig im Norden erbaut. Sie ist die letzte, die sich noch der ersten Bebauungsphase am Bonner Rheinufer (1819–1872) zurechnen lässt. Das Baugrundstück hatte eine Fläche von 34.062 Quadratmetern. Die Villa entstand vermutlich nach einem Entwurf der Berliner Architekten Walter Kyllmann und Adolf Heyden. 1873 ließ Böker zur damaligen Cöln-Mainzer Staatsstraße hin ein Stall- und Remisengebäude erstellen. 1876 wurde die Genehmigung für den Bau einer Gartenmauer an der Staatsstraße (Coblenzer Straße, später Adenauerallee genannt) erteilt. Die Familie Böker verkaufte die Villa 1892 an den Universitätsdozenten Götz Martius, der 1893 eine Terrassenüberdachung anfügte. 1899 ging das Grundstück auf den Unternehmer Gustav Selve über. 1901 entstand über dem Stallgebäude eine Kutscherwohnung, die der Bautechniker Albert Trappe plante.
Im gleichen Jahr wurde an der Rheinseite des Grundstücks unter Leitung des Kölner Architekten Johann Georg Eberlein (Neffe von Georg Eberlein) nahe der Nibelungengrotte der angrenzenden Villa Hammerschmidt eine als Walhalla bezeichnende Gartenhalle erbaut, die auch als Aussichtsplattform diente. Eine benachbarte Freitreppe zur Rheinuferpromenade folgte 1902. 1922 wurde die über dem Stallgebäude befindliche Wohnung erweitert. Im Zweiten Weltkrieg kam es zur Zerstörung des Dachstuhls der Villa, für dessen Ersatz die Vermögensverwaltung der Familie Selve ein provisorisches Notdach errichtete. Nach Kriegsende wurde das Gebäude vom Offiziersstab der belgischen Streitkräfte genutzt, nach dessen geplantem Auszug die Rheinische Friedrich-Wilhelms-Universität Bonn 1947 hier die Evangelisch-Theologische Fakultät unterzubringen beabsichtigte.
Nach der Bestimmung Bonns zum Regierungssitz der Bundesrepublik Deutschland 1949 wurde diese Eigentümerin der benachbarten Villa Hammerschmidt (Sitz des Bundespräsidenten) und des Palais Schaumburg (Sitz des Bundeskanzleramts). Die Villa Selve mit seinerzeit 18 Räumen und einer Nutzfläche von 730 m² ging beim Auszug der Besatzungstruppen in Flammen auf. Nach Gründung des Bundesgrenzschutzes als Sonderpolizei des Bundes im März 1951 wurden die drei Grundstücke der Villen (von Nord nach Süd) Hammerschmidt, Selve (im Ruinenzustand) und Schaumburg von diesem gemeinsam bewacht. Das zugleich gegründete Bundeskriminalamt nutzte von 1951 bis mindestens bis 1953 das Stall- und Remisengebäude der Villa. 1955 verkaufte die Erbengemeinschaft von Selve das Areal an den Bund. Die Villa, Remise und Kutscherhaus wurden abgerissen und die trennenden Grundstücksmauern entfernt. Die nun gemeinsame Parkanlage wurde 1954 mit der des Palais Schaumburg verknüpft. Auf dem romanischen Gewölbekeller der Gartenhalle entstand anschließend das sogenannte Kanzler-Teehaus und östlich der Fundamente der Villa – näher zum Rhein – 1964 nach einem Entwurf von Sep Ruf der Kanzlerbungalow.